# Bitwa pod Antoniowem
Bitwa pod Antoniowem – starcie zbrojne mające miejsce 21 sierpnia 1944 pod Antoniowem między oddziałami 4 pułku piechoty Armii Krajowej a Wehrmachtu, w czasie Akcji Burza.
Podążający na pomoc walczącym z Niemcami powstańcom oddział Armii Krajowej 20 sierpnia 1944 zatrzymał się na krótki odpoczynek w rejonie Antoniowa. Do pierwszej wymiany strzałów doszło między niemiecką tyralierą a partyzancką placówką wyznaczoną jako ubezpieczenie. Następnie do walki włączył się pluton dowodzony przez Czesława Łętowskiego pseud. Górnik. Przeprowadzony został atak na Antoniów gdzie były zgromadzone niemieckie oddziały antypartyzanckie. Po dość zaciętej walce wieś została zdobyta. W czasie bitwy która rozpoczęła się rano 21 sierpnia oddziałami partyzanckimi dowodził Marian Sołtysiak pseud. Barabasz i Edward Skrobot pseud. Wierny. 
W czasie walk poległo i zostało rannych 15 partyzantów. Według danych AK po stronie niemieckiej było 70 zabitych i rannych.